# Sambation
Secondo la letteratura rabbinica, il Sambation è il fiume leggendario oltre il quale furono esiliate le dieci tribù perdute d'Israele dal re assiro Salmanassar V. Una tradizione degli ebrei Aschenaziti parla delle dieci tribù perdute come de Die Roite Yiddelech, "i piccoli ebrei rossi", tagliati fuori dal resto della comunità ebraica dal leggendario fiume Sambation "le cui acque schiumose alzano alto in cielo un muro di fuoco e fumo che rende impossibile il passaggio".

## Localizzazione
Sin dall'antichità vari autori hanno cercato di dare la localizzazione il Sambation, alcuni arrivando persino a partire alla sua ricerca: ritrovarlo infatti avrebbe significato ritrovare anche le dieci tribù ebree perdute.
Quasi tutte le fonti concordano che si trovi nel Vicino oriente, dando delle posizioni specifiche diverse, senza però ovviamente portare prove a conferma delle loro affermazioni.
Alcuni credono che il Sambation sia in realtà una sorgente a intermittenza ora chiamato Fuwar ed-Deir.

## Caratteristiche
Secondo le fonti più antiche, come ad esempio il Targum Pseudo-Jonathan, il fiume non presenta particolari caratteristiche, ma la letteratura più tarda afferma che nel fiume "scorressero" sei giorni alla settimana delle rocce al posto dell'acqua, procando un gran rumore. Ogni sabato, questa corrente di rocce smette di scorrere; alcuni autori riconducono l'origine del nome a tale caratteristica.
Altri sostengono che si tratti di un vulcano attivo (cosa che spiegherebbe le ripide, le pietre, le fiamme e il fumo) che riposa il sabato.

## Nella letteratura
Plinio il Vecchio, menziona un fiume in Giudea che si prosciuga ogni sabato.
Il suo contemporaneo Flavio Giuseppe parla del fiume Sabbatico (Σαββατικον) e afferma che era stato chiamato in questo modo per via del "settimo giorno sacro degli ebrei", localizzandolo tra Arka (Libano del nord) e Raphanaea (Siria settentrionale), anche se secondo il suo racconto il fiume è prosciugato per tutta la settimana e scorre il sabato.
Il Sambation fu un soggetto molto popolare nella letteratura medievale, per esempio, alcune versioni del Romanzo di Alessandro raccontano che Alessandro il Grande lo incontrò durante suoi viaggi.
Nel 1280, Abramo Abulafia, mistico e Cabalista, partì per cercare il Sambation. Si fermò a Roma per incontrare papa Niccolò III, ma l'incontro non ebbe mai luogo poiché Abulafia venne arrestato.
Nahmanide identifica il Sambation con il fiume Guzana menzionato nel secondo Libro dei Re.
Obadia di Bertinoro scrive di essere stato informato da ebrei adeni a Gerusalemme, che a loro volta ne avevano sentito parlare da mercanti musulmani, che il fiume fosse posizionato a circa cinquanta giorni di cammino dalla loro posizione, nel deserto; il fiume scorreva per sei giorni a settimana, e  al di là di esso abitavano degli ebrei discendenti di Mosè, santi e puri come angeli, che non avrebbero mai potuto andarsene, perché facendo così avrebbero dissacrato il Shabbat.
Nella letteratura moderna, il Sambation appare in Baudolino, un romanzo di Umberto Eco, in cui i protagonisti riescono ad attraversare il fiume trovando sull'altra sponda non le dieci tribù perdute ma il regno del Prete Gianni, secondo un mito cristiano.